# لشکر ۵ پیاده (ایالات متحده آمریکا)
لشکر ۵ پیاده (انگلیسی: 5th Infantry Division) لشکر پیاده‌نظام مکانیزه نیروی زمینی ایالات متحده آمریکا است، که در سال ۱۹۱۷ تأسیس شد و در سال ۱۹۹۲ منحل گردید.
لشکر ه پیاده در جنگ جهانی اول، جنگ جهانی دوم، جنگ ویتنام و حمله ایالات متحده آمریکا به پاناما به‌عنوان یگان عمل‌کننده حضور داشت.